# Alphonse Liébert
Pour les articles homonymes, voir Liebert.

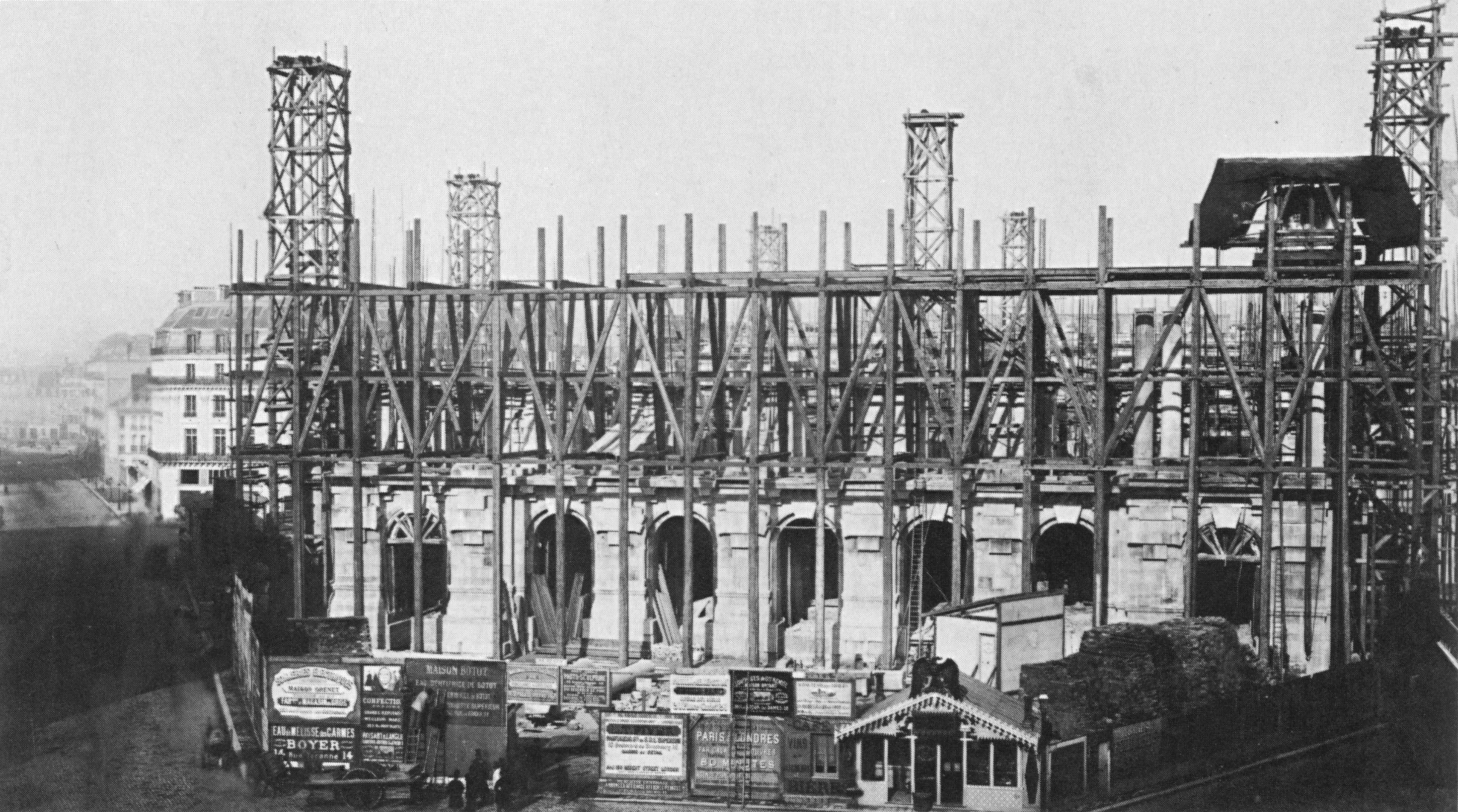
L'Opéra de Paris (palais Garnier) en construction (1864).

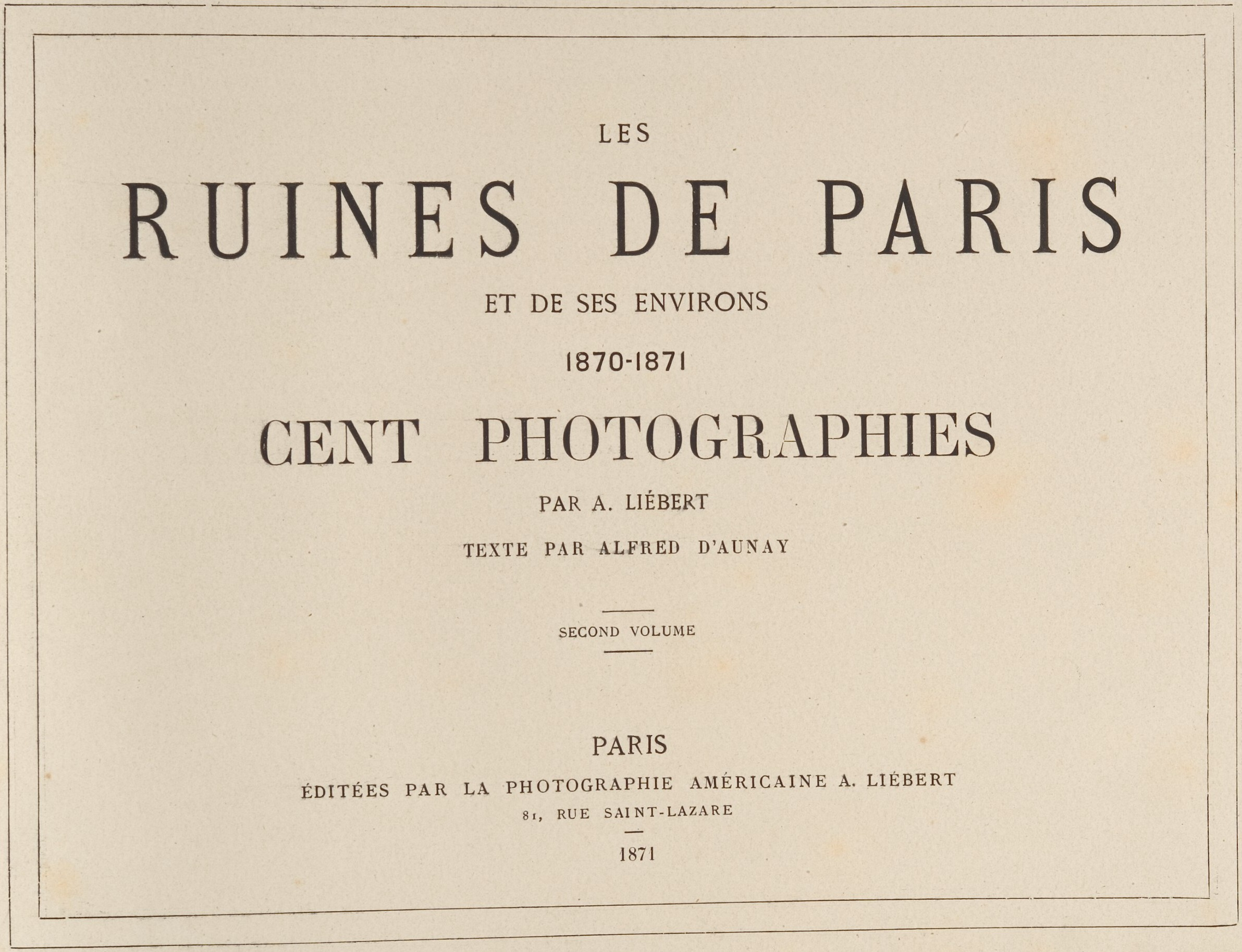
Recueil photographique d'A. Liébert.

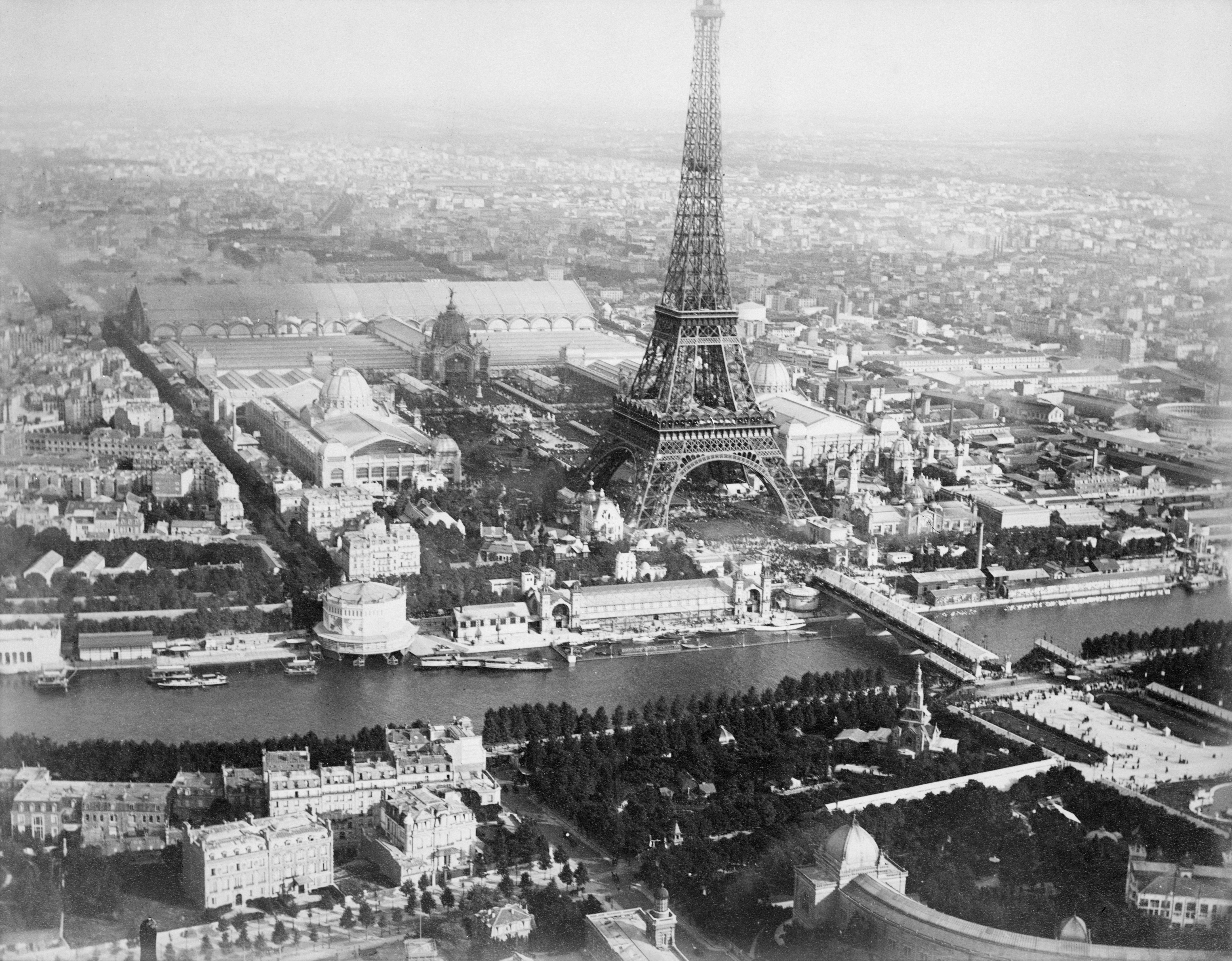
Paris et l'Exposition universelle de 1889 vue de ballon par Alphonse Liébert.

Alphonse Justin Liébert, né le 30 novembre 1826 à Tournai en Belgique et mort le 18 juin 1913 à Paris, est un officier de marine et un photographe français.

## Biographie
Alphonse Liébert fut d'abord officier de marine militaire ; il participa en 1845 à la bataille de la Vuelta de Obligado, en Argentine, où il fut blessé. 
Passionné par la photographie, il se tourna vers cette activité et prit un grand nombre de clichés de personnalités, d'évènements politiques et culturelles lors de sa longue carrière professionnelle.
Vers 1853, il s’établit comme photographe aux États-Unis en Californie.
En 1863, il revient en France et s'installe à Paris. Photographe à Paris, Alphonse Liébert change régulièrement de studio et atelier photographique ; d'abord, il s'installe au 6, rue Saint-Vincent-de-Paul, puis 13, boulevard des Capucines, puis au 81, rue Saint-Lazare, enfin au 6, rue de Londres de 1864 à 1906.
Le 16 janvier 1866, il se marie avec Marie-Louise Peuple, une négociante en soierie. Ils eurent deux enfants, Gaston Ernest Liébert, qui devint officier de marine puis diplomate, et Georges Auguste Liébert, qui devint photographe. De plus, ils reconnurent une autre fille née hors-mariage, Marie-Louise.
En 1873, il devient membre de la Société française de photographie.
En 1897, il fonde avec son fils Georges la société « A. Liébert et Cie » pour la fabrication et la vente de papier photographique à la pyroxyline argentique.
Il est déclaré en faillite le 21 août 1906.
Il meurt à 86 ans le 18 juin 1913 au no 11 rue Chardon-Lagache à Paris et est inhumé au cimetière du Père-Lachaise.

## Procès d'Alexandre Dumas père
En mars 1867, il photographie Alexandre Dumas père avec sa maîtresse Adah Isaacs Menken.  En avril 1867, Dumas intente un procès à Alphonse Liébert, devant la première chambre à Paris et demande le retrait de la vente des photographies où il apparaît avec Menken, Il est débouté le 3 mai, mais le verdict est infirmé en appel le 25 : après la proposition du rachat des clichés (pour la somme de 100 Francs), les photographies de lui avec Menken sont interdites à la vente.

## La Commune de Paris de 1871
Alphonse Liébert fut un des rares photographes à rester à Paris durant la Commune de Paris de 1871. Il photographia les bâtiments détruits par les combats et les incendies de la semaine sanglante ainsi que les nombreuses barricades construites par les Communards. Il fut le seul à photographier les ruines situées en proche banlieue parisienne résultantes des bombardements de l'armée prussienne.
En 1872, il publia ces clichés dans un double album intitulé Les ruines de Paris et de ses environs. 1870 - 1871. Cent photographies. Les deux volumes comportent chacun cinquante vues d’environ 18 × 25 cm.

## Galeries photographiques
Personnalités

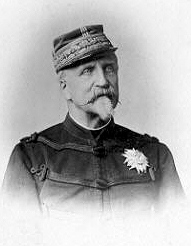
Le duc d'Aumale.
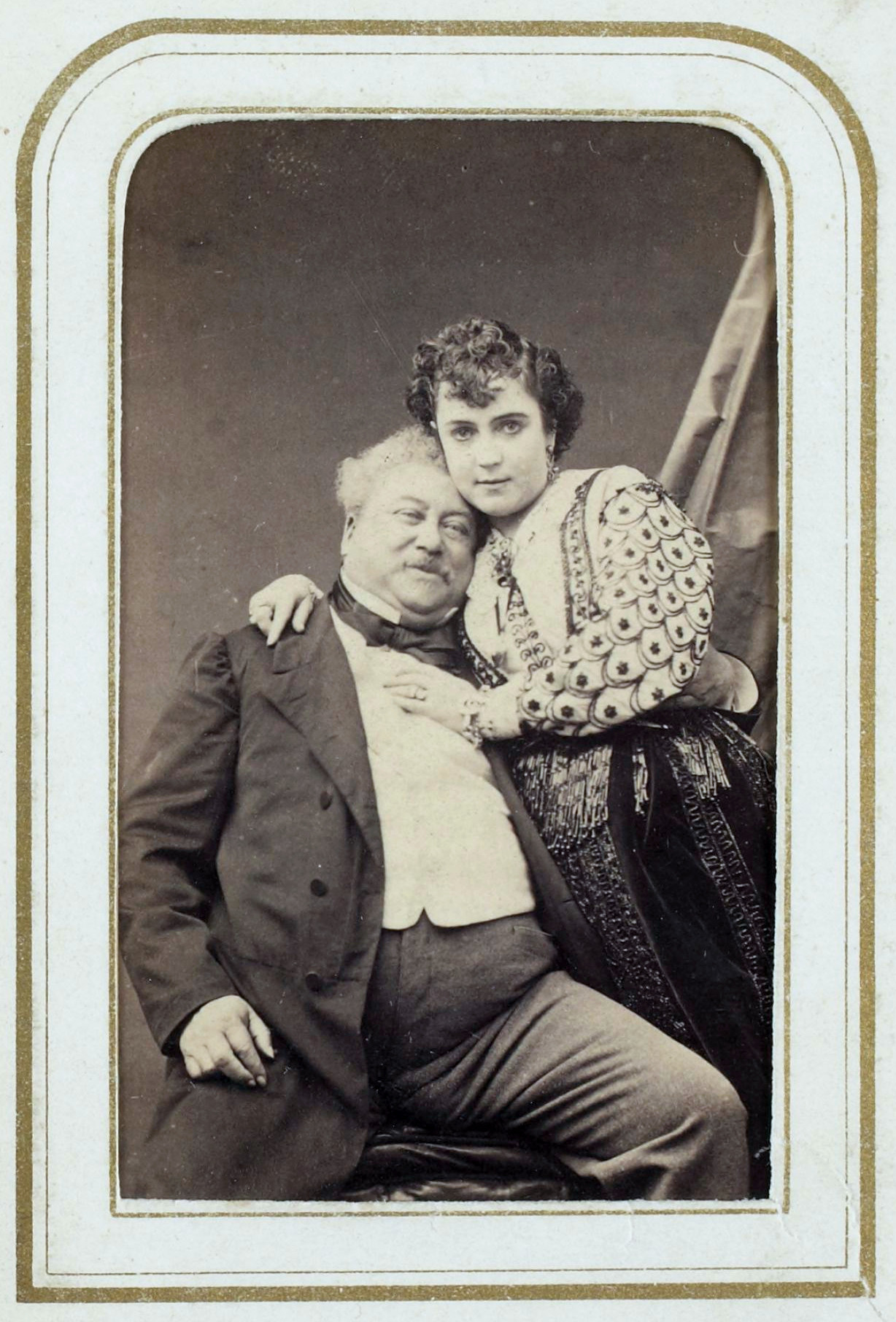
Alexandre Dumas et Adah Isaacs Menken (1867).
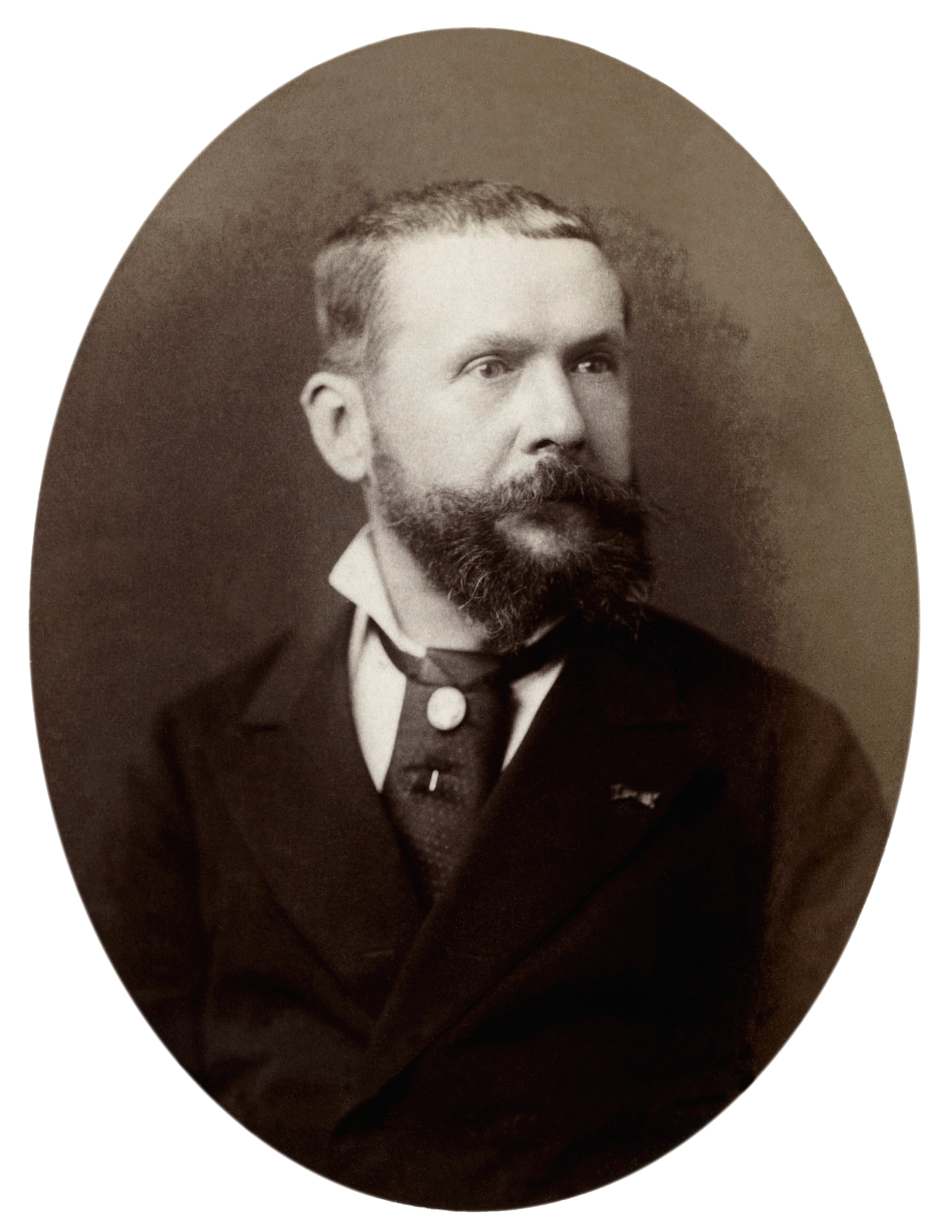
Aéronaute Gaston Tissandier (1884).
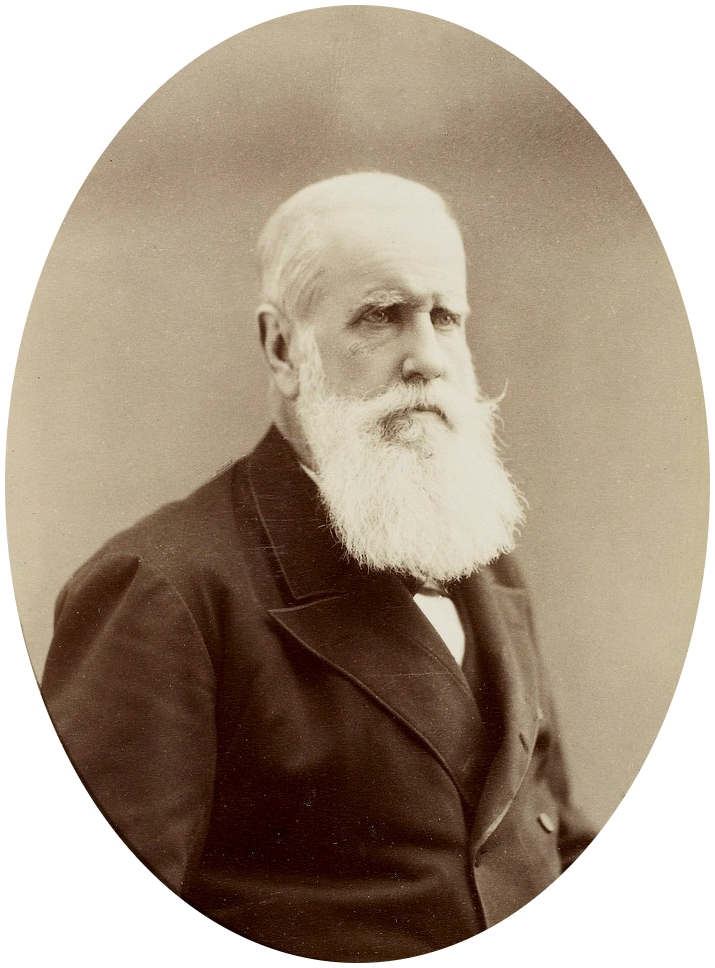
Pierre II (empereur du Brésil) (c. 1887).

La Commune de Paris de 1871

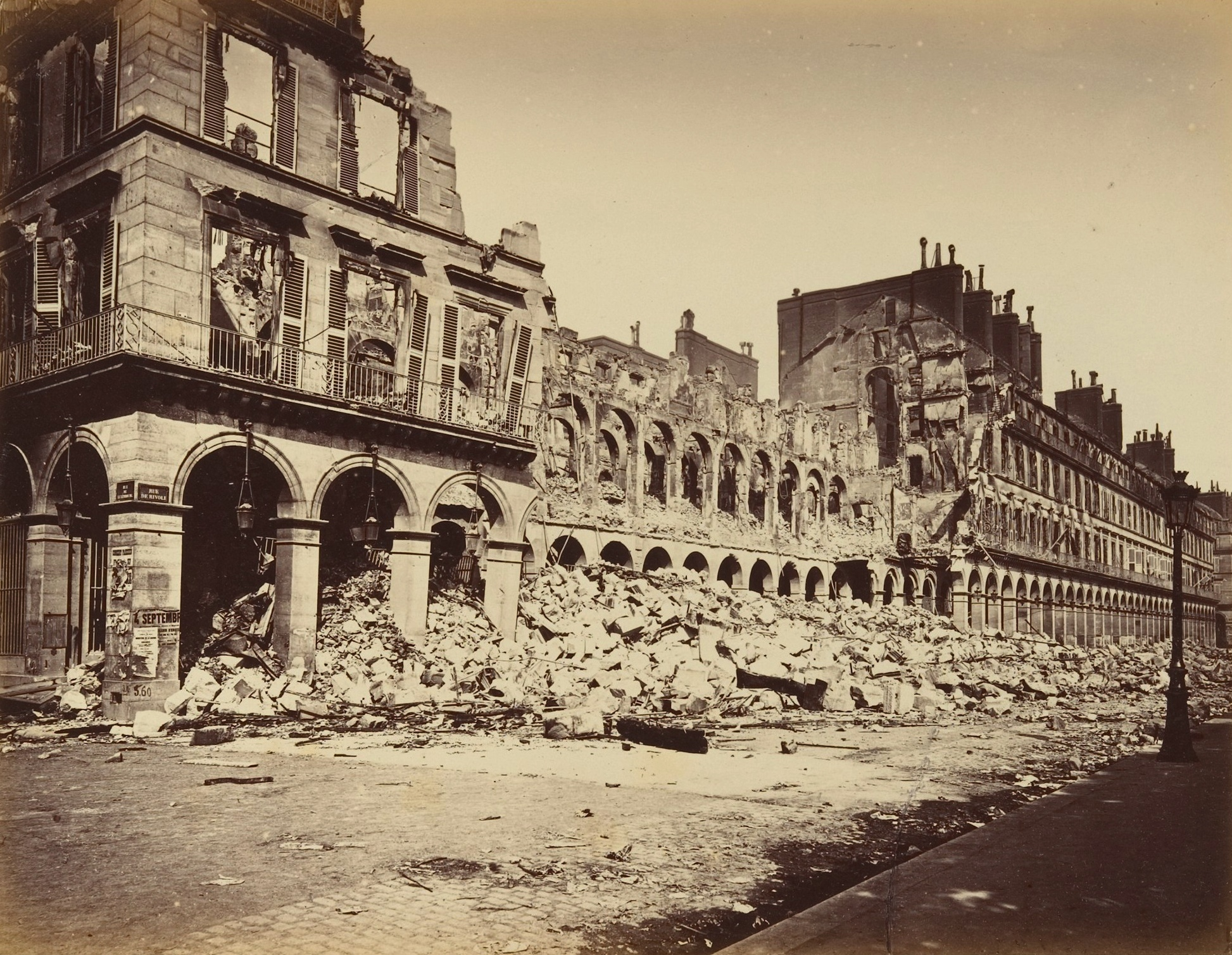
La rue de Rivoli lors de la Commune de Paris de 1871.
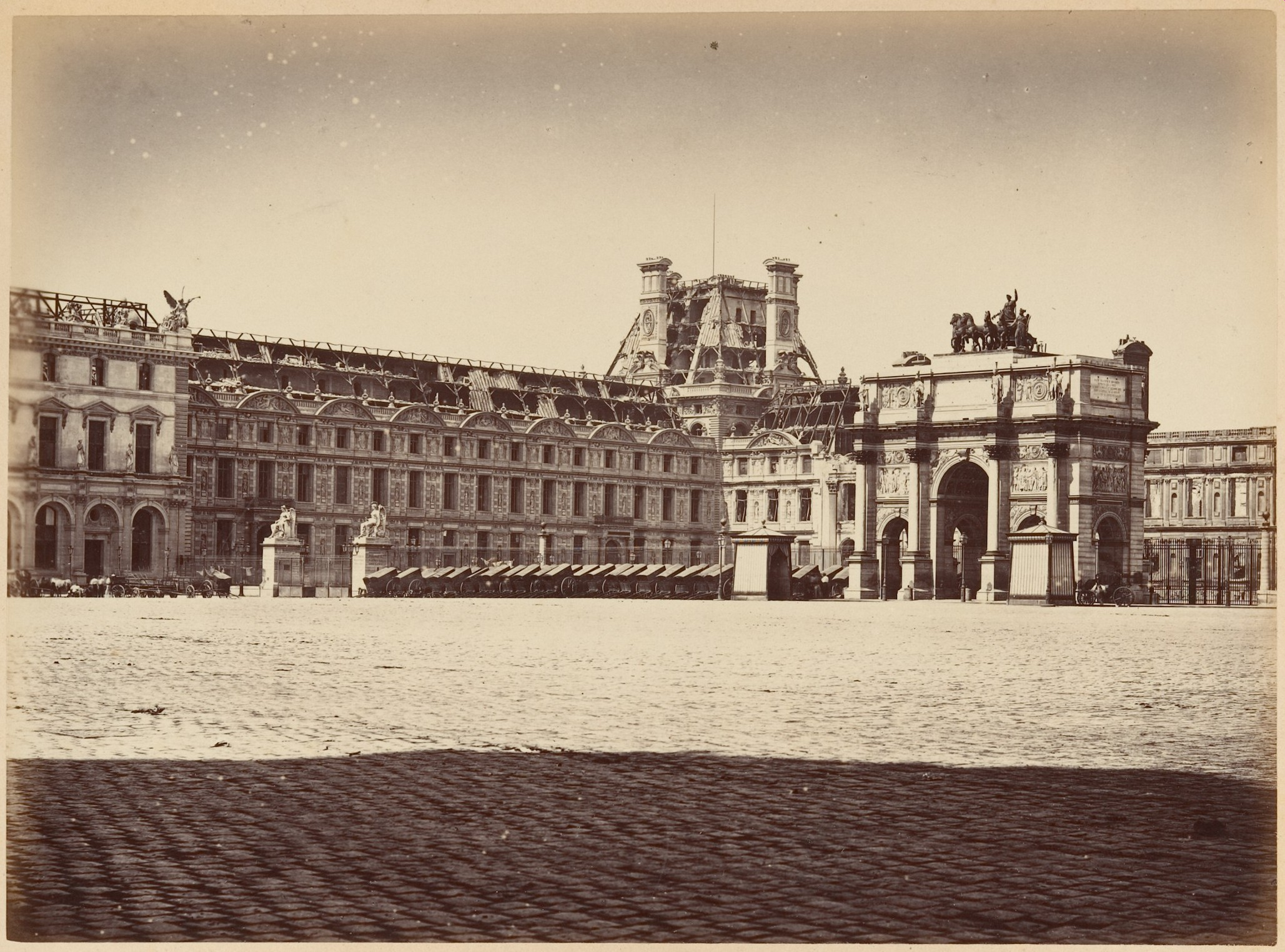
Le Louvre en ruine après la Semaine sanglante de mai 1871.
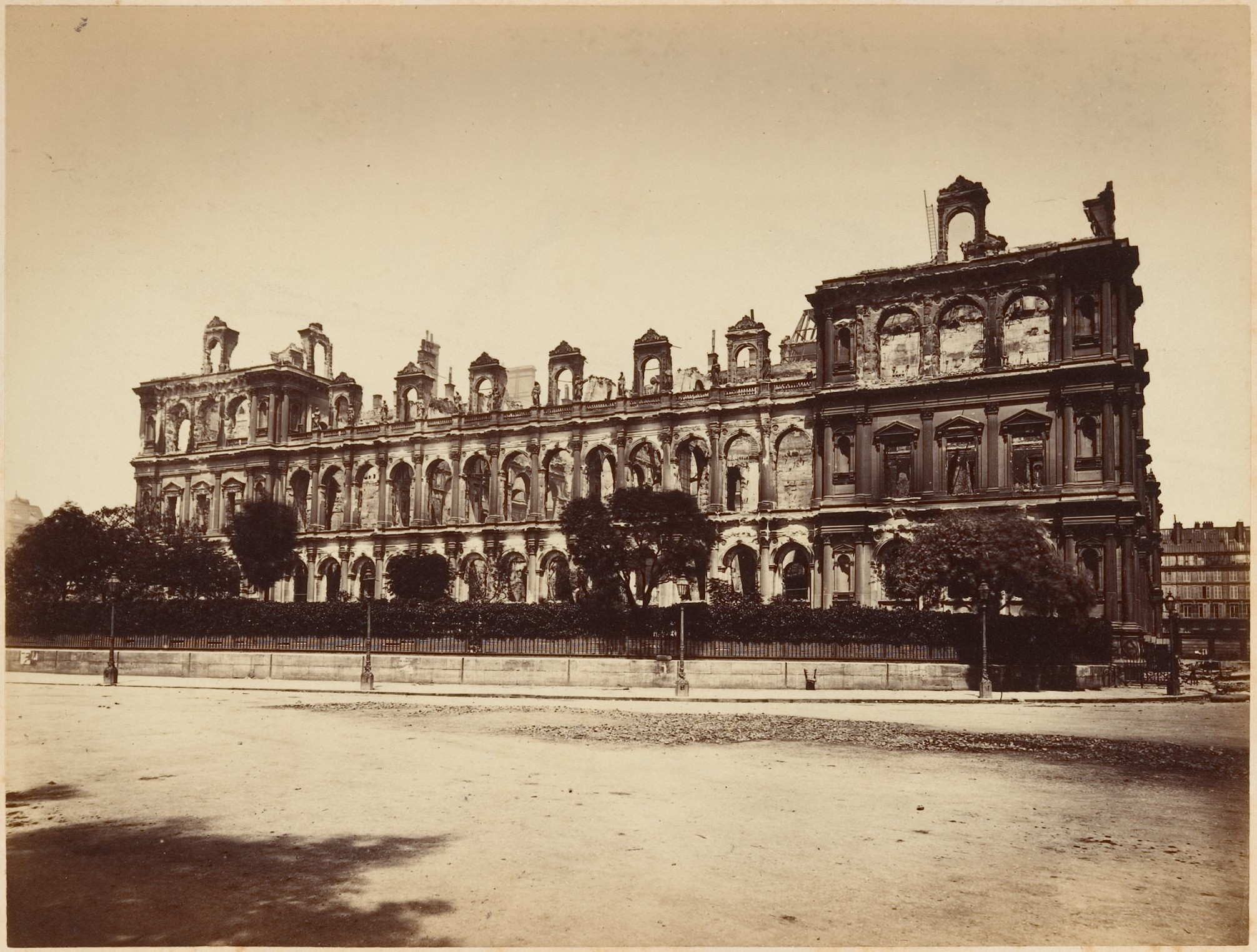
L'Hôtel de ville de Paris détruit par les combats en 1871.

Danseuses dans les salles de spectacles de Paris

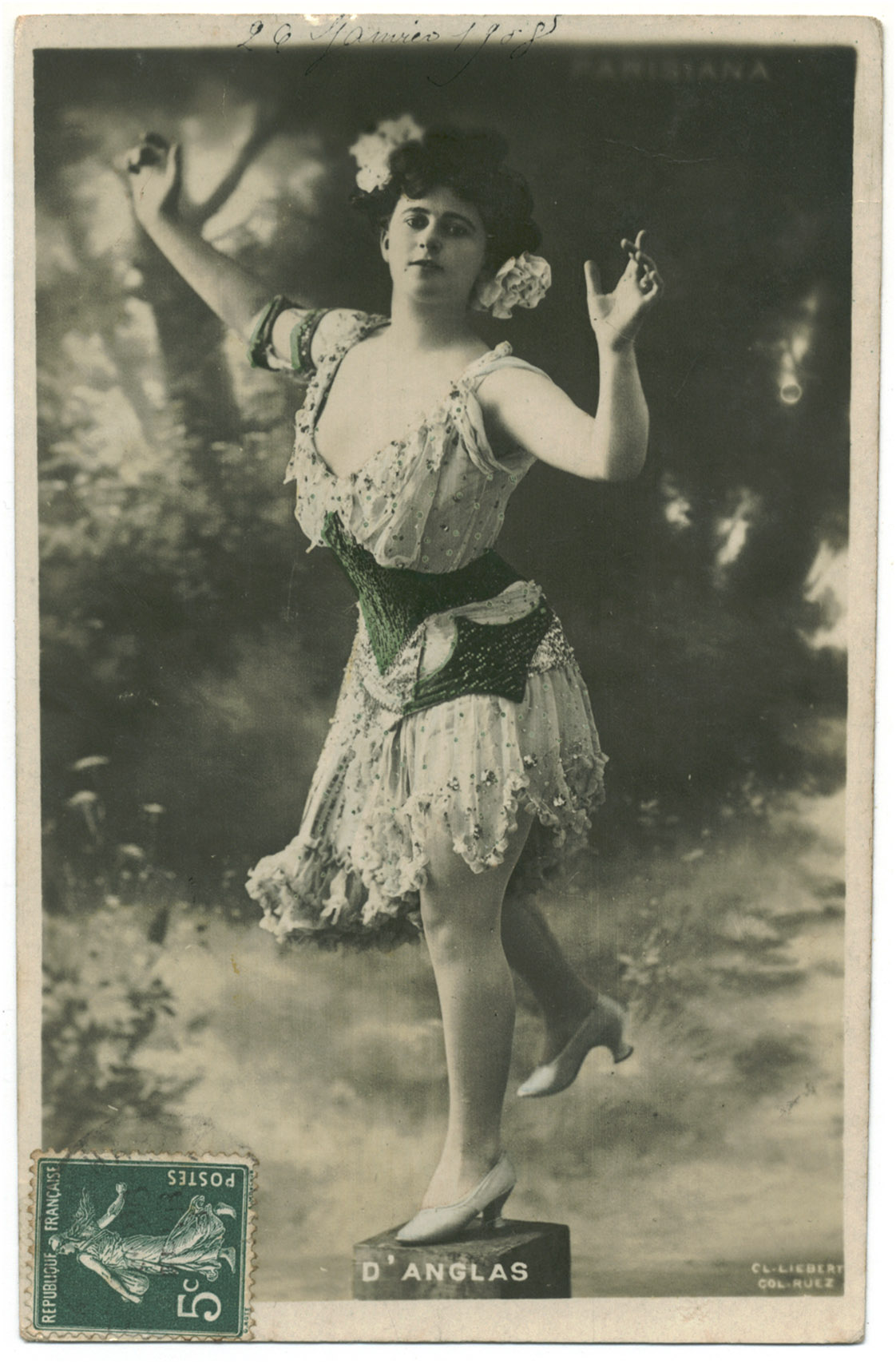
Danseuse au café-concert le Parisiana.
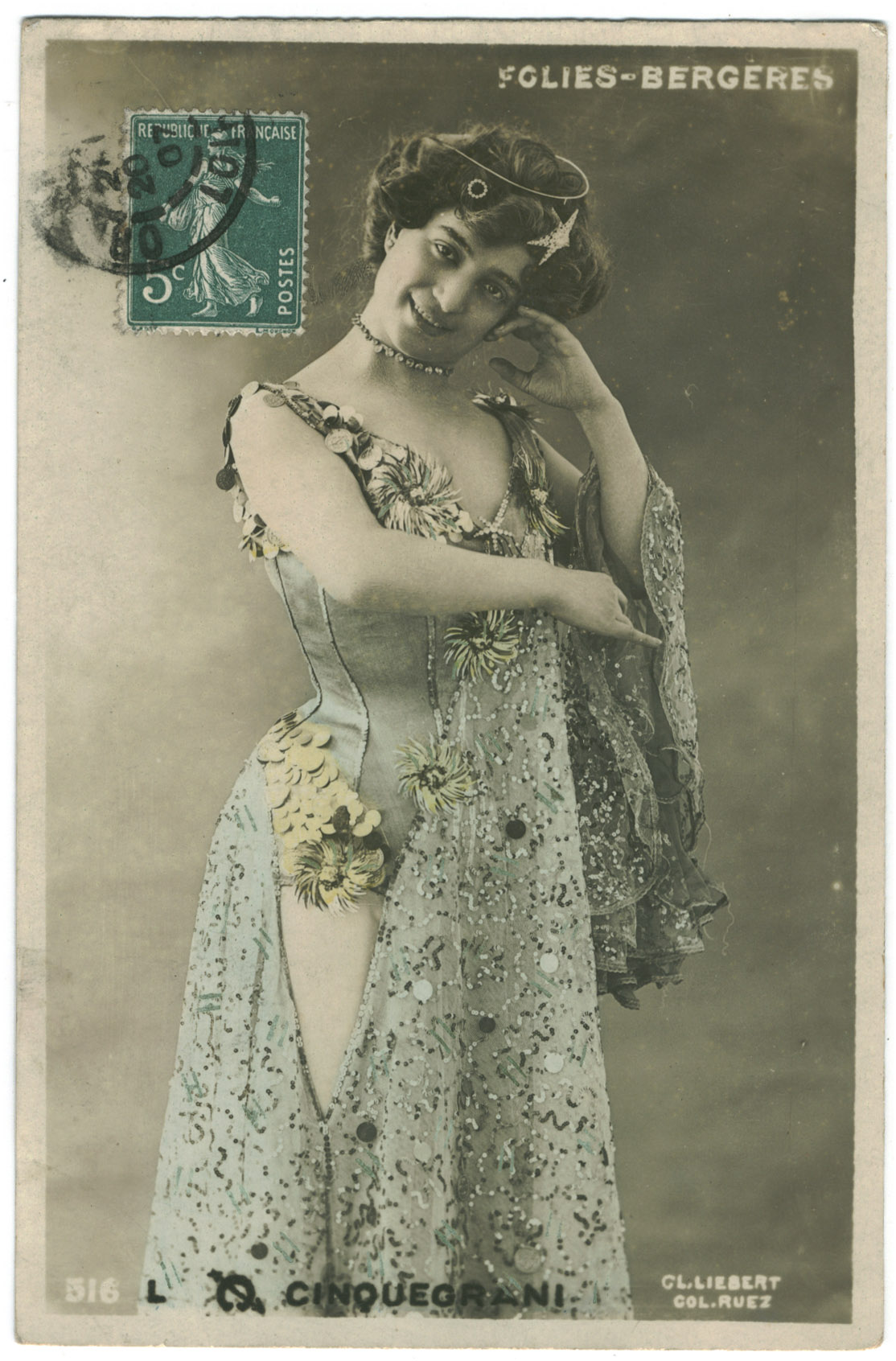
Danseuse aux Folies Bergère.
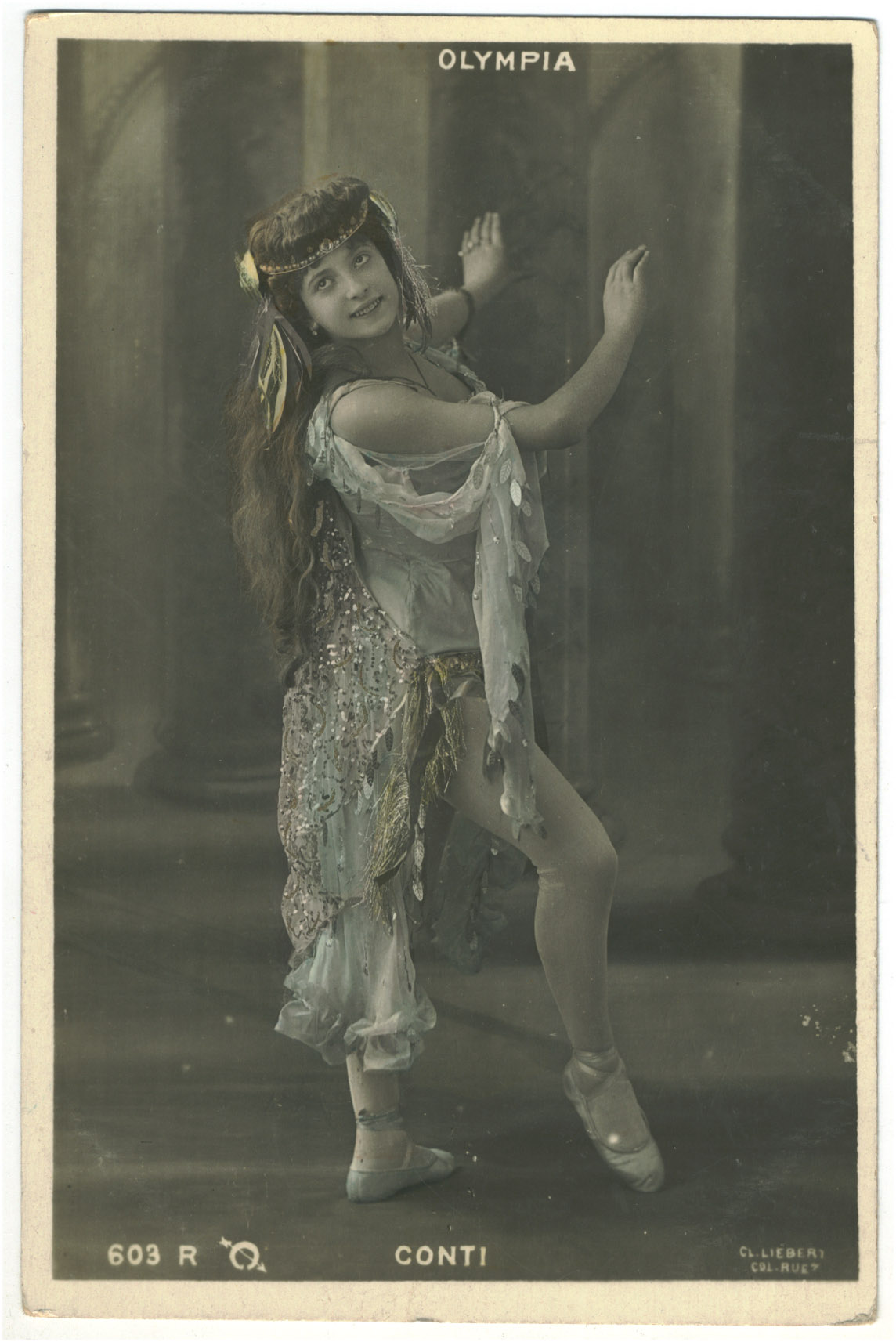
Danseuse à l'Olympia.

## Écrits
- La photographie en Amérique, ou, Traité complet de photographie pratique par les procédés américains sur glace, papier, toile à tableaux, toile caoutchouc, plaques mélainotypes pour médaillons, etc., Paris, Leiber, 1864, XII-422 p. (lire en ligne).